# Cyril Marzolo
Cyril Marzolo (1978) is een Franse schaker met een FIDE-rating van 2393 in 2005 en 2397 in 2015. Hij is een internationaal meester. 

Van 15 t/m 27 augustus 2005 speelde hij mee in het toernooi om het kampioenschap van Frankrijk en eindigde hij met 3.5 punten uit 11 ronden op de tiende plaats.

## Bedrog
In 2012 werd Marzolo door de FIDE anderhalf jaar geschorst wegens bedrog tijdens de Schaakolympiade van 2010 in Chanty-Mansiejsk (Rusland). Nog langere schorsingen werden opgelegd aan Sébastien Feller (GM) en Arnaud Hauchard (GM), de leider van het Franse team.
Het bedrog bestond uit het door Marzolo doorgeven van door de computer gesuggereerde zetten via Hauchard aan Feller.